# فرودگاه پاستی
 فرودگاه پاستی (به انگلیسی: Pasni Airport) یک فرودگاه همگانی با کد یاتا PSI است که یک باند فرود بتن و آسفالت دارد و طول باند آن ۲۷۴۳ متر است. این فرودگاه در کشور پاکستان قرار دارد و در ارتفاع ۱۰ متری از سطح دریا واقع شده است.